# Joshua Altheimer
Joshua Altheimer (* 1910 in Altheimer, Arkansas; † 18. Februar 1940 in Chicago) war ein US-amerikanischer Blues-Pianist.
Joshua Altheimer war von 1937 bis 1940 ständiger Begleiter von Big Bill Broonzy, nahm aber zur gleichen Zeit Platten mit anderen Bluessängern auf, wie mit Sonny Boy Williamson I., Jazz Gillum, Lonnie Johnson, Washboard Sam und Yas Yas Girl (alias Merline Johnson). Altheimer gilt als bedeutender Bluespianist seiner Zeit, der einige Chicago-Pianisten wie Memphis Slim beeinflusste.